# Comitatul Newell, Alberta
Comitatul Newell, din provincia Alberta, Canada  este un district municipal situat sudic central în Alberta. Districtul se află în Diviziunea de recensământ 2. El se întinde pe suprafața de 5,904.72 km2  și avea în anul 2011 o populație de 6,786 locuitori.
Cities Orașe
- Brooks

Towns Localități urbane
- Bassano

Villages Sate
- Duchess
- Rosemary

Summer villages Sate de vacanță
--
Hamlets, cătune
- Bow City
- Cassils
- Gem
- Lake Newell Resort
- Patricia
- Rainier
- Rolling Hills
- Scandia
- Tilley

Așezări
- Bantry
- Campbell
- Control
- Countess
- Denhart
- Fieldholme
- Granta
- Hants
- Kinbrook
- Kininvie
- Kitsim
- Lathom
- Mallow
- Matzhiwin
- Millicent
- Princess
- Redelback
- Southesk
- Steveville
- Verger

1. 1 2  Population and dwelling counts, for Canada, provinces and territories, and census subdivisions (municipalities), 2016 and 2011 censuses – 100% data (în engleză), 20 februarie 2019